# Sorcerers' World
Sorcerers' World, anche noto come Zerox è un pianeta immaginario, un luogo dei fumetti comparente nelle serie pubblicate dalla DC Comics. Sorcerers' World comparve per la prima volta in Adventure Comics vol. 1 n. 369 (giugno 1968), e fu creato da Jim Shooter e Curt Swan.

## Storia di pubblicazione
Ci furono numerose versioni di Sorceres' World nel corso degli anni:
- Nella continuità DC, Gemworld divenne Sorcerer's World[1].
- In Legione dei Super Eroi vol. 4 n. 3, Sorcerers' World fu distrutto e i suoi rifugiati si insediarono sul pianeta Tharn[2].
- Nella versione corrente come visto in Action Comics n. 886, Sorcerers' World è sia un pianeta che una dimensione in cui vi sono il centro e la fonte di tutta la magia[3].

## Storia

### XXI secolo
Secondo Action Comics n. 886, il Sorcerers' World del XXI secolo è la concentrazione di tutta la magia universale, e il punto d'incontro perpendicolare per tutte le cosiddette dimensioni magiche incluse Gemworld, Ifé, la 5º dimensione, Myrra, Skartaris, l'Inferno, il Reame Jejune, la Terra dei Nightshades, il Sogno, Azarath, Limbo, Faerie, il Rosso, il Grigio e il Verde. I membri dello Shadowpact ne spiegarono il significato a Capitan Atomo. Sarebbe poi stato conosciuto come "Zerox" nel XXX e XXXI secolo.

### XXXI secolo
Un grosso numero di maghi, mistici, stregoni e altri praticanti dell'arcano si stabilirono su Sorcerers' World, poi noto come Zerox, durante il millennio precedente al XXX secolo. Lì, praticarono e raffinarono la loro arte, e furono generalmente noti come i più esperti utilizzatori della magia nella galassia conosciuta. La Legionaria Strega Bianca, del pianeta Naltor, imparò le sue arti magiche su Zerox. Indubbiamente, lo stregone più famoso ad essere asceso da Zerox fu Mordru. In un mistico colpo di Stato, prese il controllo del pianeta, ottenendo il controllo della maggior parte degli altri stregoni sul pianeta. Quindi guidò Zerox in una serie di conquiste che gli fece ottenere il controllo di oltre metà della galassia, mantenendo Zerox come capitale. Quando Mordru fu finalmente sconfitto, un consiglio benigno di stregoni assunse il controllo del pianeta.
Durante la Great Darkness Saga, Sorcerers' World giocò un ruolo fondamentale nella storia. Prima, la Strega Bianca fu attaccata dai Servi dell'Oscurità, e successivamente tutti e cinque i servi e il loro maestro Darkseid combatterono su Zerox contro la Legione dei Super-Eroi che, anche se fu sconfitta, riuscì a mantenerli lontani dal consiglio, che stava lavorando ad un rituale segreto in grado di trovare un modo per sconfiggere Darkseid. Il risultato del rituale fu la nascita di un bambino, che si rivelò essere Izaya, l'Altopadre. Altri pianeti conosciuti con alto tasso di utilizzo della magia furono Orando e Avalon.

## Altre versioni
- Durante un evento noto come le Guerre Magiche, la magia cominciò improvvisamente ad essere un luogo comune in tutto l'universo. Immaginando che Sorcerers' World avrebbe potuto far luce su ciò, la Legione si ritrovò tra le grinfie di un essere chiamato "Arcimago". Si scoprì che era stato imprigionato nel cuore di Zerox e che era lui la fonte della magia del pianeta. Sconfiggendo l'Arcimago, Zerox fu distrutto e i rifugiati si diressero verso Tharn.
- Nella linea temporale alternativa ambientata nella continuità post-Ora Zero della Legione, Sorcerers' World fu reintrodotto quando Mordru tentò di ricreare il suo impero. Dopo la sua sconfitta fu lì che Dragonmage fu addestrato dalla Strega Bianca.

## In altri media
- Nell'episodio Child's Play della serie animata Legion of Super Heroes, Sorcerers' World fu introdotto con il nome di Zerok. Phantom Girl chiese al consiglio governante del pianeta di fermare un giovane stregone che attaccò la Terra. Durante gli eventi dell'episodio non vi furono contatti tra Zerok e i Pianeti Uniti fino ad una missione diplomatica della madre di Phantom Girl andata male. Tutto su Zerok è controllato da regole complesse e arcane. Nel spiegare questo, senza regole restrittive, un pianeta di utilizzatori della magia potrebbe fare di tutto.